# Rugilė Bartaševičiūtė
Rugilė Bartaševičiūtė (* 13. Juni 2001) ist eine deutsche Handballspielerin, die auf der Position linker Rückraum für den 1. FSV Mainz 05 spielt, derzeit (2024/25) in der 2. Bundesliga.

## Laufbahn
Bartaševičiūtė spielte von 2009 bis 2020 in den Jugendmannschaften der HSG Bensheim/Auerbach. Dabei wurde sie auch bei den jahrgangsälteren Mannschaften eingesetzt. In der Saison 2018/19 spielte sie für die 2. Mannschaft der Bensheim/Auerbach „Flames“. Dort gab sie im September 2018 im Alter von 17 Jahren ihr Debüt. Somit spielten Rugilė Bartaševičiūtė und ihre Mutter Ingrida Bartaševičienė in dieser Saison gemeinsam in Bensheims zweiter Mannschaft in der vierten deutschen Liga. In der Saison 2018/2019 wurde sie im Mai 2019 kurz in einem Spiel der ersten Mannschaft in der Bundesliga eingesetzt.
Nach dem Abitur 2020 an der Geschwister-Scholl-Schule in Bensheim ging Bartaševičiūtė nach Mainz und begann ein Duales Studium in Gesundheitsmanagement. Gleichzeitig wechselte sie, nach zwölf Jahren bei Bensheim/Auerbach, zum 1. FSV Mainz 05, wo sie ab 2021 in der 3. Mannschaft („Perspektiv“-Mannschaft) spielte. Im November 2023 erhielt sie einen Vertrag bis zum 30. Juni 2025 für die 1. Mannschaft des Vereins, der in der Saison 2024/2025 in der 2. Bundesliga spielt.

## Privates
Ihre Mutter Ingrida Bartaševičienė spielte ebenfalls Handball.